# Campionati europei di ginnastica artistica maschile 2014
I XXXI Campionati europei maschili di ginnastica artistica sono stati la 31ª edizione dei Campionati europei di ginnastica artistica, riservata alla categoria maschile. Si sono svolti alla Arena Armeec di Sofia, Bulgaria, dal 19 al 25 maggio 2014.

## Programma
| Giorno    | Ora (UTC+3)   | Evento                      |
| --------- | ------------- | --------------------------- |
| 21 maggio | 10:00 - 20:30 | Qualificazioni junior       |
| 22 maggio | 10:00 - 20:15 | Qualificazioni senior       |
| 23 maggio | 17:00 - 19:15 | Concorso individuale junior |
| 24 maggio | 14:30 - 17:00 | Concorso a squadre senior   |
| 25 maggio | 10:00 - 12:40 | Finali ad attrezzo junior   |
| 25 maggio | 15:00 - 18:55 | Finali ad attrezzo senior   |

## Medagliere
| Pos.   | Paese         | Oro | Argento | Bronzo | Totale |
| ------ | ------------- | --- | ------- | ------ | ------ |
| 1      | Gran Bretagna | 7   | 6       | 3      | 16     |
| 2      | Russia        | 6   | 4       | 0      | 10     |
| 3      | Ucraina       | 1   | 1       | 3      | 5      |
| 4      | Paesi Bassi   | 1   | 0       | 1      | 2      |
| 5      | Austria       | 1   | 0       | 0      | 1      |
| 6      | Francia       | 0   | 1       | 3      | 4      |
| 7      | Grecia        | 0   | 1       | 0      | 1      |
| 7      | Ungheria      | 0   | 1       | 0      | 1      |
| 9      | Israele       | 0   | 0       | 2      | 2      |
| 9      | Svizzera      | 0   | 0       | 2      | 2      |
| 11     | Belgio        | 0   | 0       | 1      | 1      |
| 11     | Italia        | 0   | 0       | 1      | 1      |
| 11     | Slovenia      | 0   | 0       | 1      | 1      |
| Totale | Totale        | 16  | 14      | 17     | 47     |

## Podi

### Senior
| Evento                        | Oro                                                                                         | Punti   | Argento                                                                             | Punti   | Bronzo                                                                                  | Punti   |
| Concorso a squadre (dettagli) | Russia Denis Abljazin Nikolaj Kuksenkov Nikita Ignat'ev Aleksandr Balandin David Beljavskij | 267,959 | Gran Bretagna Daniel Purvis Daniel Keatings Sam Oldham Kristian Thomas Max Whitlock | 265,953 | Ucraina Oleh Vernjajev Ihor Radivilov Maksym Semjankiv Jevhen Judenkov Volodymyr Okačev | 262,087 |
| Corpo libero (dettagli)       | Denis Abljazin                                                                              | 15,700  | Eleftherios Kosmidis                                                                | 15,533  | Daniel Purvis Alexander Shatilov                                                        | 15,400  |
| Cavallo (dettagli)            | Max Whitlock                                                                                | 16,166  | Krisztián Berki                                                                     | 15,633  | Saso Bertoncelj                                                                         | 15,466  |
| Anelli (dettagli)             | Denis Abljazin Aleksandr Balandin                                                           | 15,800  | --                                                                                  |         | Samir Aït Saïd                                                                          | 15,766  |
| Volteggio (dettagli)          | Denis Abljazin                                                                              | 15,150  | Ihor Radivilov                                                                      | 15,050  | Oleh Vernjajev                                                                          | 14,916  |
| Parallele (dettagli)          | Oleh Vernjajev                                                                              | 15,966  | David Beljavskij                                                                    | 15,566  | Epke Zonderland                                                                         | 15,533  |
| Sbarra (dettagli)             | Epke Zonderland                                                                             | 15,866  | Sam Oldham                                                                          | 14,866  | Kristian Thomas                                                                         | 14,808  |

### Junior
| Evento                          | Oro                                                                                  | Punti   | Argento                                                                               | Punti   | Bronzo                                                                         | Punti   |
| Concorso a squadre (dettagli)   | Gran Bretagna Brinn Bevan Joe Fraser Giarnni Regini-Moran Gaius Thompson Nile Wilson | 254,094 | Russia Artur Dalalojan Sergej El'cov Nikita Nagornyj Kirill Potapov Valentin Starikov | 252,395 | Francia Rémi Clerc Paul Degouy Zachari Hrimèche Killian Mermet Baptiste Miette | 246,402 |
| Concorso individuale (dettagli) | Nile Wilson                                                                          | 84,646  | Valentin Starikov                                                                     | 83,540  | Brinn Bevan                                                                    | 82,932  |
| Corpo libero (dettagli)         | Giarnni Regini-Moran                                                                 | 14,700  | Gaius Thompson                                                                        | 14,500  | Sascha Alexander Coradi                                                        | 14,466  |
| Cavallo con maniglie (dettagli) | Nile Wilson                                                                          | 14,200  | Sergej El'cov                                                                         | 14,025  | Simone Bresolin                                                                | 13,916  |
| Anelli (dettagli)               | Vinzenz Höck                                                                         | 14,433  | Brinn Bevan                                                                           | 14,100  | Eyal Glazer                                                                    | 13,966  |
| Volteggio (dettagli)            | Nikita Nagornyj                                                                      | 14,933  | Giarnni Regini-Moran                                                                  | 14,733  | Florian Landuyt Zachari Hrimeche                                               | 14,466  |
| Parallele (dettagli)            | Nile Wilson                                                                          | 14,800  | Brinn Bevan                                                                           | 14,733  | Eduard Jermakov                                                                | 14,166  |
| Sbarra (dettagli)               | Nile Wilson                                                                          | 14,800  | Zachari Hrimeche                                                                      | 13,833  | Sascha Alexander Coradi                                                        | 13,666  |